# Битка за Борнео
Битка за Борнео (енгл. Battle of Borneo), вођена од 17. децембра 1941. до фебруара 1942, била је јапанска победа у Источној Индији током рата на Пацифику.

## Позадина
Уочи јапанске инвазије на Холандску Источну Индију, Борнео је био подељен на Британски (данас Брунеј, Саравак и Сабах, делови Малезије) и Холандски Борнео (данас индонежански део Борнеа). Очекујући јапански напад на савезничке поседе у Индонезији након уласка Јапана у Други светски рат (7. децембра 1941), савезничка команда одлучила је да све расположиве снаге концентрише на одбрану острва Јаве, док су на другим острвима остављене само мање посадне јединице. За то време, јапанска флота кренула је на Индонезију у 3 десантне групе: Централна група напала је Борнео, Источна група напала је Целебес, Амбон, Тимор и Бали, а Западна група напала је Суматру.

## Битка
У другој половини децембра 1941. Јапанци су почели освајање Борнеа низом узастопних поморских десаната, претежно у близини налазишта нафте. Јапанска Централна група (48. моторизована пешадијска дивизија, 228. пук, 4. поморски и 1. ваздушно-десантни одред) почела је инвазију Индонезије 17. децембра 1941. десантом одреда од око 2.500 војника на северозападну обалу Борнеа. Уз подршку поморског састава од 1 бојног брода, 1 носача авиона, 3 крстарице и 4 разарача, Јапанци су истог дана заузели Мири. Бројчано слаб англо-холандски гарнизон повукао се у Кучинг, главни град Саравака, који су Јапанци заузели 24. децембра, изгубивши при томе свега 2 транспортна брода које је торпедовала холандска подморница К-14. Мањим десантним одредима заузет је 6. јануара 1942 Брунеј, а 11. јануара и Џеселтон (Котакинабалу). Истог дана, Јапанци су јачим одредом од 16 транспортних бродова у пратњи 1 лаке крстарице и 7 разарача, извршили ваздушни и поморски десант на острво Таракан, уз источну обалу Борнеа. Ватром холандске обалске батерије потопљена су 2 миноловца, али слабе снаге бранилаца (око 1.300 људи) нису биле у стању да спрече искрцавање и лако су савладане. Исти јапански одред, уз ојачану пратњу ратних бродова, искрцао се 23/24. јануара код Баликпапана. За време искрцавања транспортне и ратне бродове напали су 24. јануара у Макасарском пролазу амерички разарачи и нанели Јапанцима знатне губитке (4 транспортна и 1 помоћни брод). После заузимања Баликпапана, исте јапанске снаге искрцале су се у заливу Аданг и 16. фебруара заузеле Банџармасим, након чега је окупација Борнеа убрзо завршена.

## Последице
Од почетка јапанске окупације становници Борнеа пружали су отпор Јапанцима. У 1942. и 1943. избило је више мањих оружаних устанака: Јапанци су за одмазду и ради застрашивања на западном делу острва убили око 20.000 људи.

### Ослобођење
У ослобођењу Борнеа од Јапанаца, које је почео 1. маја 1945. искрцавањем на острво Таракан, учествовале су аустралијске трупе подржаване мешовитим саставом америчких и аустралијских ратних бродова. После освајања Таракана, аустралијске трупе су се 10. јуна искрцале у заливу Брунеј, а 1. јула код Баликпапана, не наилазећи нигде на озбиљнији јапански отпор.